# Geovanis Cassiani
Geovanis Cassiani Gómez (Turbo, 10 gennaio 1970) è un ex calciatore colombiano, di ruolo difensore. Con la Nazionale colombiana ha partecipato a Italia 1990.